# Malú (zangeres)
María Lucía Sánchez Benítez (Madrid, 15 maart 1982), beter bekend onder de artiestennaam Malú, is een succesvolle Spaanse popzangeres. Met meer dan 2,5 miljoen verkochte albums (november 2012) is zij een van de meest gevestigde namen binnen de Spaanse muziekwereld en is meerdere malen bekroond met grote prijzen. Daarnaast heeft zij met de belangrijkste Spaanstalige artiesten samengewerkt.

## Biografie
Malú is geboren en getogen in een zeer muzikale en artistieke omgeving. Haar vader is de in Spanje bekende flamenco-zanger Pepe de Lucía, de oudere broer van flamencocomponist en -gitarist Paco de Lucía, terwijl haar moeder een nicht van beiden is.
Malú deed haar intrede in de muziekwereld op 15-jarige leeftijd, met als voornaamste doel te spijbelen van school, zonder al te veel verwachtingen van haar muziekcarrière. Haar eerste album Aprendiz komt uit in het voorjaar van 1998 en wordt onmiddellijk een doorslaand succes met meer dan 650.000 exemplaren verkocht in Spanje alleen, 4 maal platina, het begin van een lange en succesvolle carrière. Sindsdien is ze niet meer van de scène afgeweest en is ze een van de grootste namen binnen de Spaanse muziekwereld geworden.
Naast haar muzikale carrière legt ze zich ook toe op liefdadigheidswerk, onder anderen voor het Rode Kruis, Unicef, Save the Children, de Spaanse kankerbestrijding en verschillende Spaanse dierenbeschermingsorganisaties.

## Discografie

### Albums
- Aprendiz (1998)
- Cambiarás (1999)
- Esta vez (2001)
- Otra piel (2003)
- Por una vez (2004, live)
- Malú (2005)
- Desafío (2006)
- Gracias (2007, recompilatie met livenummers)
- Vive (2009)
- Guerra Fría (2010)
- Dual (2012, recompilatie met duetten)
- Sí (2013)
- Todo Malú (2014, recompilatie)
- Caos (2015)
- Oxígeno (2018)

### Singles
Bekroond met een gouden- of platina plaat
- Blanco y Negro van het album Guerra Fría (2010)
- Vuelvo a verte van het album Dual (2012)

- Biblioteca Nacional de España: XX1366967
- Gemeinsame Normdatei: 138140022
- International Standard Name Identifier: 0000 0003 7185 1964
- Library of Congress Control Number: no2009188691
- MusicBrainz: ba340d34-dbe4-4624-8f0c-53460e7f5325
- Istituto Centrale per il Catalogo Unico: UBOV879955
- Virtual International Authority File: 261492082